# 吉哈德主義

吉哈德主义者使用的黑旗，上书清真言

吉哈德主義（英語：Jihadism），對於吉哈德運動（或）及其各種分支的統稱。在伊斯蘭原教旨主義中，所有追求吉哈德的思潮，都可以被涵括其中。這個術語在2000年代出現，最初用來描述自1980年代至1990年代，伊斯蘭恐怖主義的各種作為。之後被擴展到描述圣战者發起的游擊戰以及各種伊斯蘭恐怖主義，蓋達組織是其中的代表。
1979年，蘇聯入侵阿富汗之後，各種吉哈德運動興起。